# Moguai
Moguai, pseudonimo di André Tegeler (Recklinghausen, 9 agosto 1973), è un produttore discografico e disc jockey tedesco.
È conosciuto per le hit U Know Y del 2002 e la precedente The Rock, che utilizza un campione della canzone Top Billin del gruppo rap Audio Two, oltre al singolo Body Talk (Mammoth) del 2014, pubblicato con Dimitri Vegas & Like Mike e Julian Perretta.
Comunemente associato alla musica elettronica, è stato in passato coinvolto nella scena pop, producendo brani per Sugababes e Girls Aloud.

## Biografia
Si definisce amante di diversi generi musicali, dai quali trae ispirazione per i suoi brani: cresciuto con il punk rock, in particolare con la "Neue Deutsche Welle", ha apprezzato in giovinezza l'hip hop, per scoprire in seguito la musica elettronica, in particolare la techno e la scena rave. Dichiara di apprezzare anche il soul e lo ska moderni.

### Musica
Intraprese l'attività musicale nei primi anni '90, organizzando concerti in club giovanili vicino alla città natale. Nel 1993, pubblicò il suo EP di debutto Best Before End, seguito da Dial M for Moguai. Nel 1998, il singolo The Final, prodotto insieme a Phil Fuldner, raggiunse la top ten delle classifiche di genere in Germania.
Nel 2001 lanciò l'etichetta Punx Records, con la quale ha pubblicato e pubblica parte dei propri singoli. La pubblicazione con la stessa delle hit The Rock e U Know Y, gli sono valse il riconoscimento di "artista rivoluzionario" da parte dei lettori della rivista Raveline, nel 2002.
Nel 2004 collaborò alla produzione del brano In the Middle, della girl band pop britannica Sugababes, divenuto l'anno successivo doppio disco di platino in Gran Bretagna. Nel 2005, il singolo Sasha (Sex Secret), prodotto da Moguai con la collaborazione di Inga Humpe e Tommi Eckart (aka 2raumwohnung) ricevette il disco d'oro in Germania. Nello stesso anno, è stato scelto come "miglior DJ" dalla rivista Prinz Ruhrgebiet. Ha riportato ad Headliner Magazine come, nel 2006, la sua traccia Get On fu di ispirazione alla girl band Girls Aloud per la produzione del singolo Something Kinda Ooooh.
Nel 2010 avviò una collaborazione con mau5trap, etichetta discografica di deadmau5, con la quale il 13 aprile pubblicò il suo primo album, We Ar Lyve. Questo album contiene alcuni dei singoli pubblicati dal produttore nei mesi precedenti, come Lyve/Imperial e Nyce/Blau. Nel 2012 pubblico, sempre con mau5trap, il suo secondo album, Mpire.
Nel 2013, il singolo Mammoth pubblicato per Spinnin' Records con la collaborazione di Dimitri Vegas & Like Mike, ha ottenuto il primo posto nella classifica vendite di Beatport, ottenendo un Beatport Gold Award e il riconoscimento di Track Of The Year ai Beatport Awards 2013. Il singolo è stato ripubblicato nel 2014 come Body Talk (Mammoth) con l'etichetta Smash the House e il contributo vocale di Julian Perretta.
Nel 2016 collaborò con Warner Chappell per la produzione di tre singoli, il primo dei quali fu You'll See Me, con la voce di Tom Cane.
Il 1º ottobre 2021 ha pubblicato, per la propria etichetta Punx, il suo terzo album Colors.

### Radio

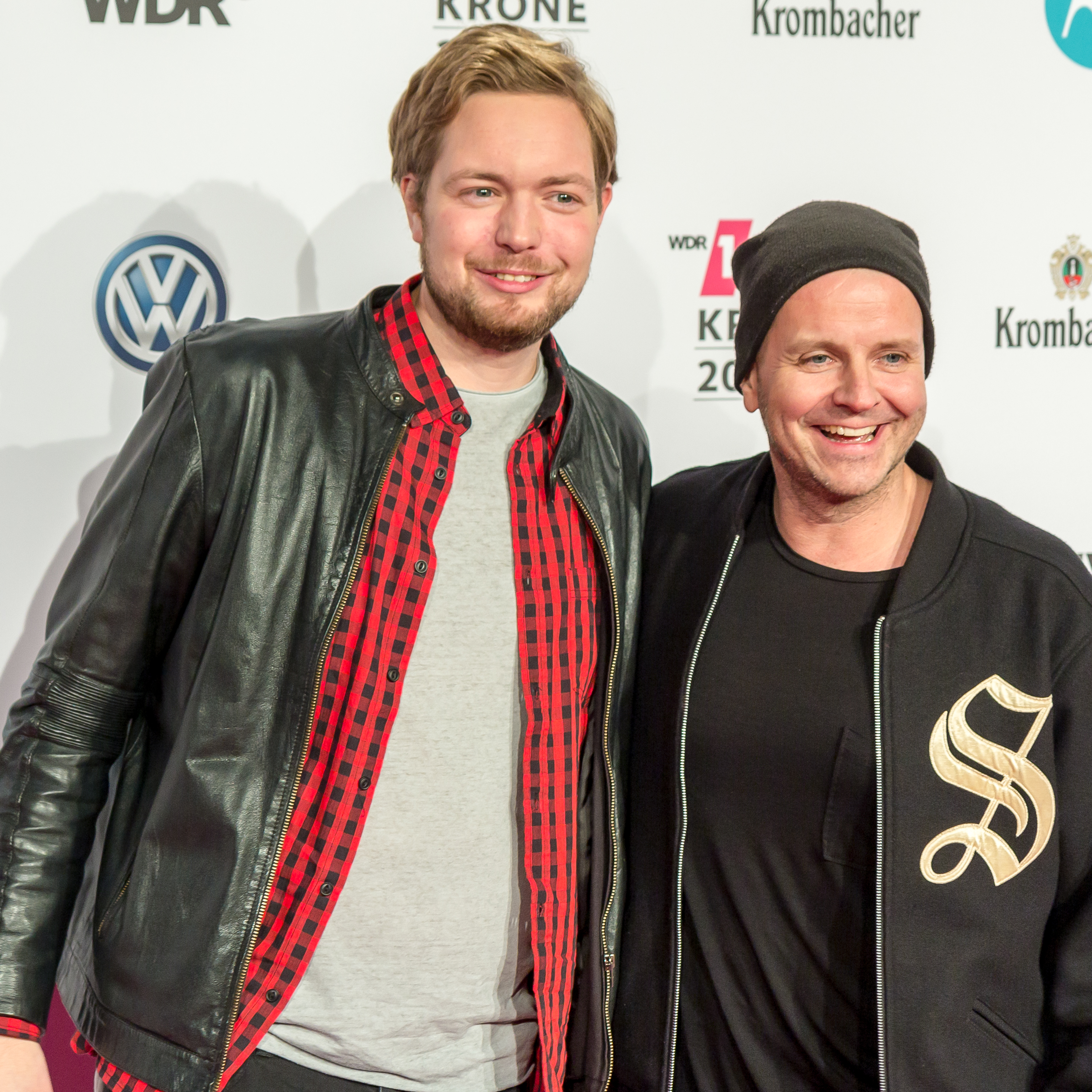
Moguai (a destra) con Bastian Bielendorfer

Nel 2001 debuttò come presentatore radiofonico con l'emittente EinsLive, con un programma di quattro ore. Con EinsLive, Moguai ha presentato lo spettacolo mensile "EinsLive Partyservice", partecipato da diversi ospiti, come Todd Terry e LTJ Bukem. Dopo che il "Partyservice" venne stato cancellato nel 2004, EinsLive firmò un altro contratto con Moguai nel maggio 2005. Insieme alla stazione, Moguai ha creato un "DJ-team" che vede partecipare, oltre lui stesso, WestBam, Paul van Dyk, Mousse T. e Chris Liebing, i quali si alternano alla presentazione di un programma radiofonico il sabato sera.
Conduce inoltre il programma settimanale Rocker, per l'emittente 1LIVE.

## Strumentazione
La strumentazione di produzione di Moguai include campionatori d'epoca Akai ed Emulator, più sintetizzatori come il Roland JD-800 o il Kurzweil K2000.

## Discografia
Fonti:

### Album in studio
- 2010 – We Ar Lyve
- 2012 – Mpire
- 2021 – Colors

### Compilation
- 1996 – The Club Tribune
- 1999 – Cosmonauts by Moguai
- 1999 – Dorian Grey Techno Club
- 2002 – Headliners
- 2002 – Live at the K (Ministry of Sound Australia)
- 2005 – Worldleague Vol. I
- 2007 – Sea of Love Vol. I
- 2008 – I Am X
- 2009 – Punx Up The Volume
- 2011 – Lyve From Beta Denver